# لويس مانويل أرياس فيغا
لويس مانويل أرياس فيغا (بالإسبانية: Luis Manuel Arias)‏ (29 مارس 1967 بأوفييدو في إسبانيا - ) هو لاعب كرة قدم إسباني في مركز الدفاع. شارك مع منتخب إسبانيا تحت 21 سنة لكرة القدم ومنتخب إسبانيا لكرة القدم. أما مع النوادي، فقد لعب مع بونفيرادينا وريال أوفييدو ونادي ديبورتيفو طليطلة ونادي سالامانكا وÁguilas CF ‏ وReal Oviedo Vetusta ‏.

## وصلات خارجية
- لويس مانويل أرياس فيغا على موقع قاعدة بيانات كرة القدم.إي يو (الإنجليزية)
- لويس مانويل أرياس فيغا على موقع ناشيونال فوتبول تيمز (الإنجليزية)